# SAS Danmark

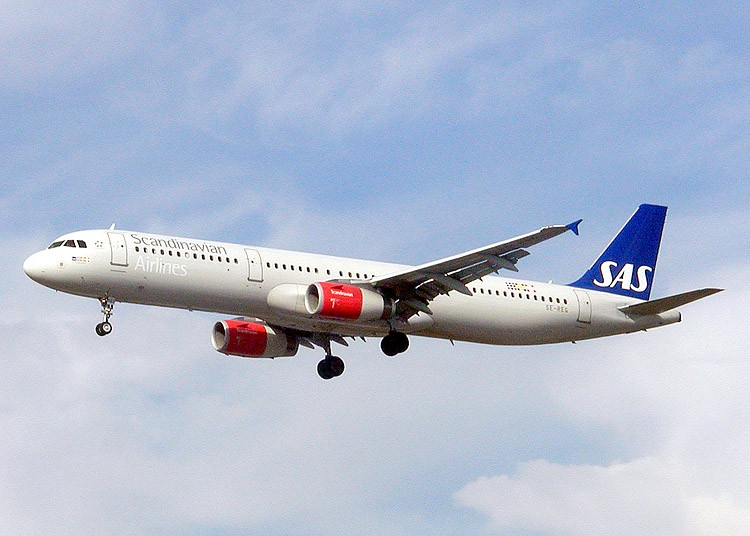
SAS Danmark flög alla SAS Airbus A321 (på bilden) och A319.

Scandinavian Airlines, SAS Danmark A/S ansvarade för trafiken från Köpenhamn till andra europeiska destinationer, trafiken till Norge och delar av Sverige samt inrikes i Danmark. 50 procent av trafiken till Stockholm utfördes av SAS Danmark. Bolaget hade ca 2800 anställda, och bolagets bas var Kastrups flygplats. Bolaget integrerades i Scandinavian Airlines den sista september 2009.

## Flotta

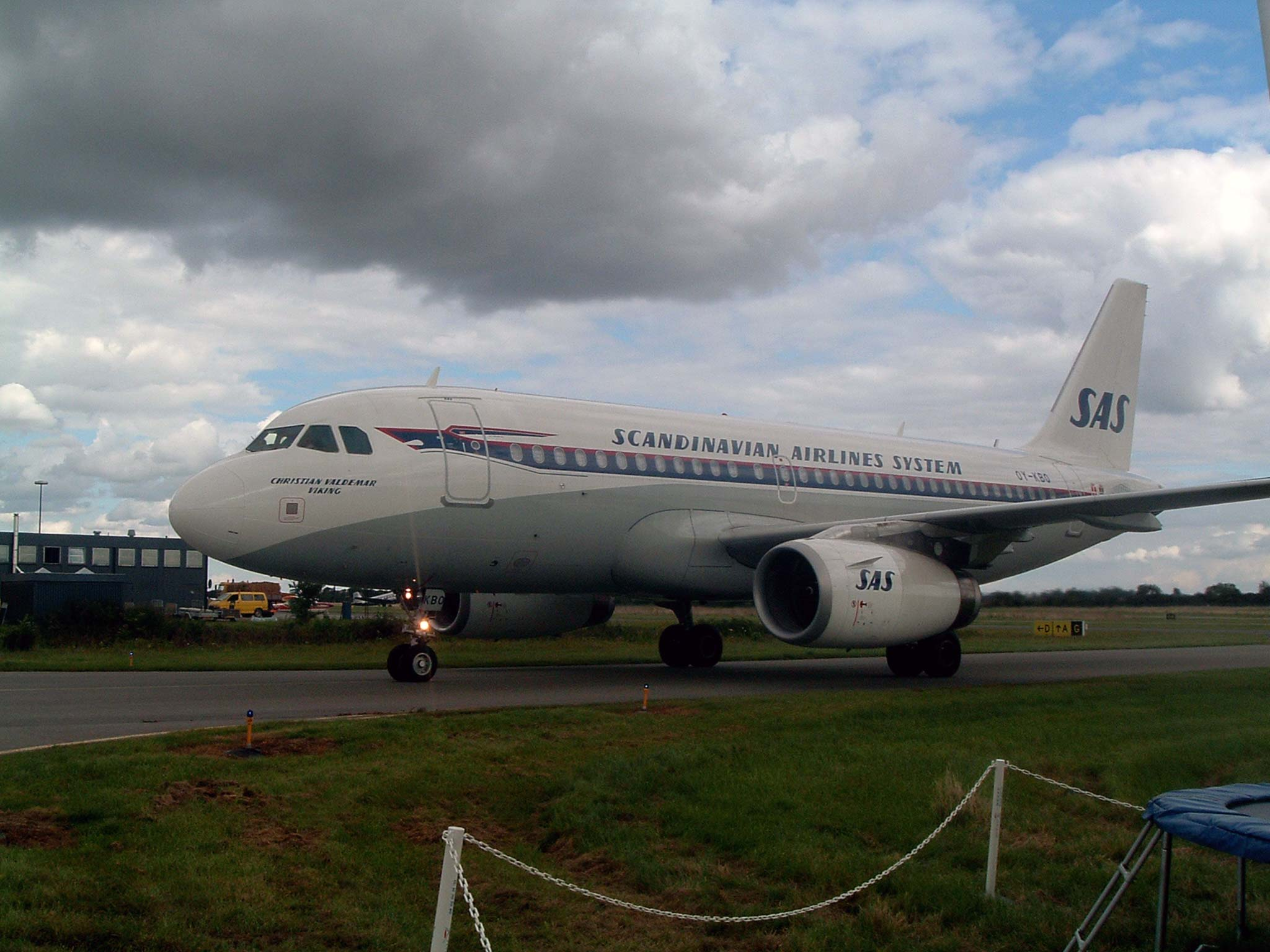
Denna Airbus A319 är retromålad och flögs av SAS Danmark.

Se även Scandinavian Airlines flotta för alla registreringsnummer och namn på alla flygplanen i hela flottan.
SAS Danmarks flygplansflotta var den 5 januari 2009 denna:
- 4 Airbus A319
- 8 Airbus A321
- 12 Bombardier CRJ900 NextGen Ersatte MD-87, vissa MD-80 samt inhyrd kapacitet.
- 20 McDonnell Douglas MD-80
- 6 McDonnell Douglas MD-87